# Неретин, Николай Семёнович
Никола́й Семёнович Нере́тин 25 февраля 1945, Ленинград ― 17 января 2007) ― российский гобоист и музыкальный педагог, солист заслуженного коллектива России академического симфонического оркестра Ленинградской филармонии и камерного оркестра под управлением Лазаря Гозмана, профессор и декан оркестрового факультета Санкт-Петербургской консерватории, Заслуженный деятель искусств Российской Федерации (2000).

## Биография
В 1962 году Николай Неретин окончил музыкальную школу Московского района Ленинграда по классу Георгия Конрада, в 1969 — музыкальное училище имени Мусоргского по классу Владимира Караулова. После окончания училища он продолжил музыкальное образование в Ленинградской консерватории под руководством Кирилла Никончука и окончил её в 1974 году.
С 1968 по 1972 год одновременно с учёбой в консерватории Неретин играл в отделе музыкальных ансамблей Ленконцерта. В 1972 году дирижёр Евгений Мравинский пригласил молодого музыканта в ЗКР АСО Ленинградской филармонии. Проведя в оркестре филармонии два года в качестве стажёра, в 1974 году Николай Неретин стал солистом этого коллектива и проработал на этой должности 25 лет.
Важной составляющей творческой деятельности Неретина были занятия камерной музыкой. Более 10 лет он был солистом камерного оркестра под управлением Лазаря Гозмана, сотрудничая со многими известными музыкантами, среди которых были дирижёр Геннадий Рождественский, пианисты Эмиль Гилельс и Элисо Вирсаладзе, скрипачи Давид Ойстрах и Виктор Третьяков, виолончелистка Наталья Гутман, коллега Неретина гобоист Владимир Курлин и другие. В составе этого оркестра Неретин участвовал в ряде аудиозаписей.
В 1990 году Николай Неретин начал преподавать в Санкт-Петербургской консерватории. В 2000 году он получил звание доцента, а в 2002 — профессора этого учебного заведения. Кроме того он исполнял обязанности декана оркестрового факультета консерватории. За 17 лет педагогической деятельности Неретин воспитал многих музыкантов, ставших лауреатами международных и национальных конкурсов. Он проводил мастер-классы как в России, так и за её пределами и участвовал в работе студенческих оркестров консерватории.
Николай Неретин скончался 17 января 2007 года после тяжёлой непродолжительной болезни на шестьдесят втором году жизни. 6 декабря 2010 года в Малом зале Санкт-Петербургской консерватории состоялся концерт памяти музыканта, посвящённый его шестидесятипятилетию. В концерте приняли участие коллеги и ученики Неретина, в том числе солисты ЗКР АСО Санкт-Петербургской филармонии заслуженные артисты России Валентин Карлов и Олег Талыпин и солист Мариинского театра заслуженный артист России Сергей Близнецов.

## Семья
- Жена — Мичурина, Елена Юрьевна (1952—2021) — музыкант. Окончила Ленинградскую консерваторию по классу флейты, в 1972—1992 артистка ЗКР АСО Ленинградской филармонии, в 1992—1993 — оркестра Мариинского театра, с 1993 солистка Санкт-Петербургского симфонического оркестра «Классика», преподаватель музыкального колледжа им. Мусоргского.